# Kleines Theater (Salzburg)

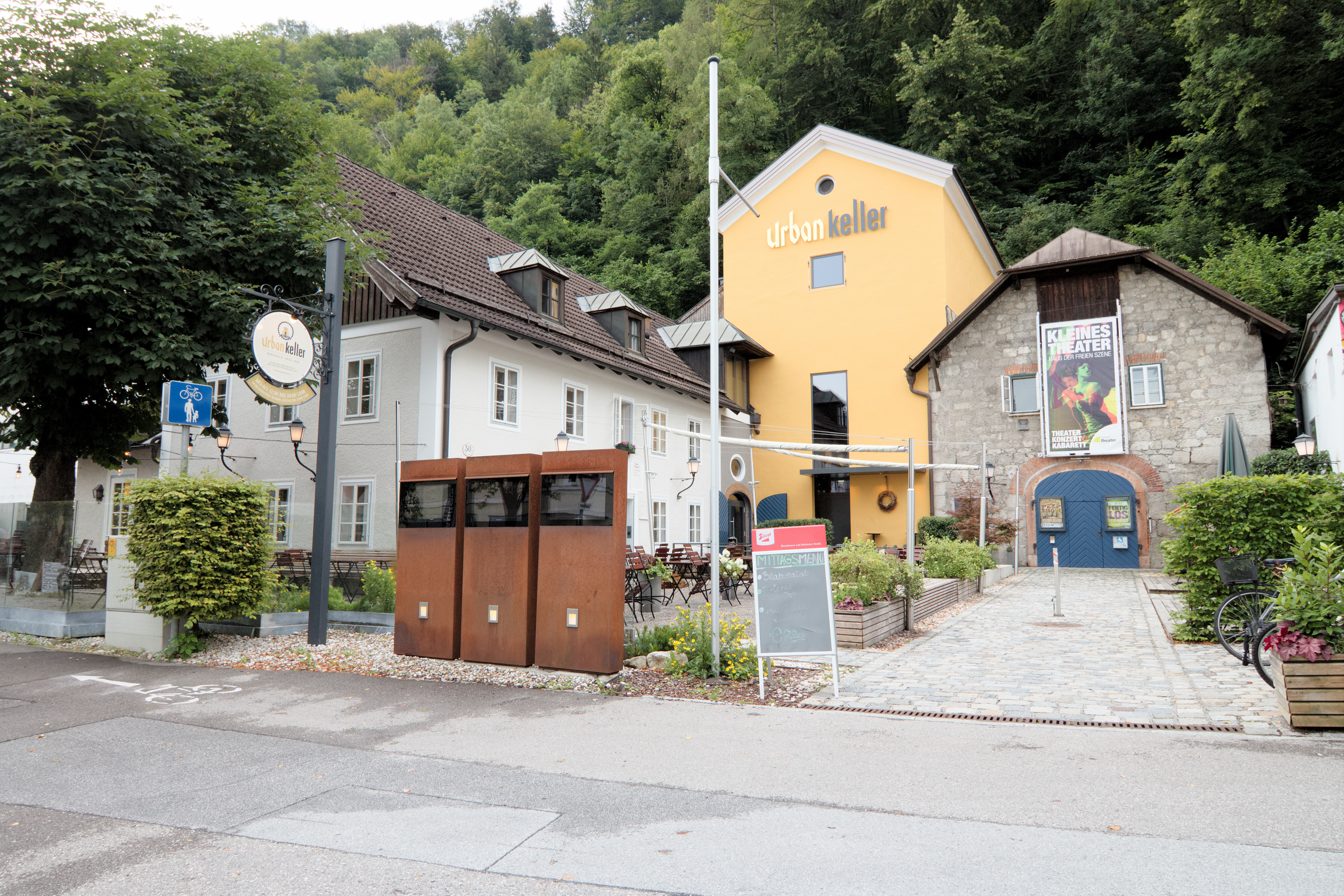
Urban-Keller und Kleines Theater in Salzburg-Schallmoos

Das Kleine Theater ist eine Kleinkunstbühne in der Stadt Salzburg.
Das Theater wurde 1984 als Das Kleine Theater Schallmoos unter der Leitung von Claus Tröger gegründet. Das Theater an der Schallmooser Hauptstraße 50 bietet Platz für 150 Personen.
Ein zweiter Spielort, das Theater Metropolis musste nach einer Insolvenz im Jahre 1999 geschlossen werden. Nach der Insolvenz übernahm Ferdinand L. Jansky im Jahr 2000 ehrenamtlich die Führung des Kleinen Theaters.
Es ist seit 2007 das Haus der freien, professionellen Theaterszene in Salzburg und definiert sich als Spielort, Impulsgeber und Kooperationspartner. Neben zeitgenössischem Theater und Kabarett wird regelmäßig Kinder- und Jugendtheater gezeigt. Ein besonderes Augenmerk legt das Kleine Theater auf die Zusammenarbeit mit Kindergärten und Schulen.
Das Kleine Theater ist Mitglied im Dachverband Salzburger Kulturstätten.

## Intendanten
- 1984–1999 Claus Tröger

- 2000–2006 Ferdinand Jansky (Programmleiter)[1]

2006 ging das Kleine Theater vom Intendantenprinzip ab und setzte auf eine kollegiale künstlerische Leitung.
- Ab 2007: Peter Blaikner und Team (u. a. und unterschiedlich lange dabei: Thomas Doppler, Gerda Gratzer, Edi Jäger, Caroline Richards, Eva-Maria Schachenhofer, Harald Schöllbauer und Markus Steinwender).[2]